# 井上松本因硕
井上松本因碩（1831年—1891年），日本圍棋棋手，生於總州葛飾郡，本名松本錦四郎，從小圍棋就不錯而在林家學棋。

## 生平
1850年井上秀徹因碩因為殺人而被迫退位（參見該頁面），而選中了錦四郎；松本錦四郎繼任家督，是為第十三世井上因碩，在錦四郎以前井上家被立為跡目的棋手多會改姓名為井上ＸＸ，之後成為家督全會改名為井上因碩，為求辨別，通常會稱為井上ＸＸ因碩。但是松本錦四郎並無遵循這個制度，因此改名為井上因碩後，後世改用其原本的姓氏來辨別，稱之為井上松本因碩，後面幾世因碩也遵循這個例子。
當初原本秀徹退位前是要立井上家的分家服部家的服部正徹，但似乎因為官方的反對，為了讓殺人事件能夠壓下來並能延續井上家，最後才選了第十二世林門入門下的松本錦四郎；不過由於錦四郎棋力當時並不高且不有名，忽然成為家督震驚了其他家，對於錦四郎本身也有著龐大的壓力。
1859年本因坊秀和申請成為名人碁所，雖然因碩師父林柏榮門入為秀和好友，但是在為了貫徹先輩幻庵因碩的意志，而提出反對爭碁，並派安井家分家阪口家的阪口仙得（棋力上手）代為爭碁，非家督親自爭碁先例正巧是當初第十三世本因坊丈策派跡目秀和反對幻庵升名人碁所時的伎倆；雖阪口家的本家安井家家督安井算英為秀和之徒想阻止阪口仙得，但仙得「想貫徹棋道」的理由還是同意了因碩。
不過由於申請書落在曾是幻庵記名弟子的元老上，加上松本因碩的暗地推動，爭碁被延宕許久最後以「內憂外患」之名（當時美國打敗日本簽訂神奈川條約）退回。之後因碩自認四段棋力並不好看，不管他家反應，自行報升五段。
1861年御好碁因碩正巧先二受先碰上秀和，當時坊門全上下無不對松本因碩恨得牙癢癢，此局正是絕佳時機，賽前一致評論認為以有名人等級的秀和授先要贏五段的因碩實在親而易舉，連溫和儒雅的秀策在寫給家中的信中都自信滿滿認為可以「痛擊因碩」，難得秀策用了較激進的詞，顯見當時因碩的人緣的確非常不佳。
這盤局秀和不知為何開局就犯了錯誤而落後，但是落後並不大，以秀和實力應可追回；但因碩從中盤至局終竟一手也不犯錯，最後黑1目勝，出乎所有人的意料，《座隱談叢》書中寫道當時的人均認為是幻庵附身；因碩興奮異常，認為報了先祖幻庵的仇，將該譜印了上百份四處傳送，準名人先二讓先局輸給五段，於理上說不通，因此秀和的名人碁所也跟著渺無希望，秀和至死就沒再想升名人碁所。
1865年，本因坊家門下除家督秀和外最強者村賴秀甫希望升上上手，松本因碩提出希望能跟著升上六段，秀甫自然反對而提出爭碁，秀甫讓先三連勝，因碩自知不敵撤回爭碁，秀甫升為上手，當時棋界元老伊藤松和曾說：「要是松本能贏，那麼碁道早已衰弱不振了」。1868年，林家家督林秀榮（秀和次子）要報升四段並取得井上家以外三家同意，但是松本因碩又在此時提出異議，並派弟子小林鐵次郎來爭碁，秀榮認為自己為一家之家督，加上為秀和之子，縱使只有三段，也不該與他家弟子爭碁，而自行報升四段。
因為上述事蹟使得因碩與其他三家決裂，之後秀甫成立的現代化棋社方圓社，使得三家倍感威脅（林家已併入本因坊家），坊門當時強力排斥現代化，安井家中立，上了年紀的松本因碩（當時已六段）消極的支持此事。在圍棋大會上秀甫希望三家與方圓社放棄成見，共創新的棋壇，但是會上松本因碩強迫年輕的本因坊秀元替其倒茶、拿菸灰缸，會後秀元十分惱怒，使得之後井上家同意與方圓社合作，而秀元則以「有松本在，本因坊家與之勢不兩立。」，而使當時碁界不能團結（其實方圓社的勢力早已不須四家幫助）。
1882年，在方圓社一支獨秀，坊門閉門造車的情況下，三家可有可無，於是因碩也不管他人議論，自己將自己升為七段（幕府垮台後上手之名改回七段）。雖然因碩一生一再與他家做對，但是晚年其努力在關西地區資助方圓社並發展圍棋，豎立不少功績。1891年在神戶客死他鄉，並無立跡目，由關西棋界元老大塚龜太郎繼任。

## 外部連結
日本圍棋故事